# فوکه-وولف اف‌و ۱۸۷
فوکه-وولف اف‌و ۱۸۷ فالکه (شاهین) (آلمانی: Focke-Wulf Fw 187 Falke) یک هواگرد جنگنده سنگین دو موتوره ساخت شرت فوکه-وولف در آلمان بود که نخستین پرواز خود را سال ۱۹۳۷ انجام داد. این هواگرد به خدمت در لوفت‌وافه پذیرفته نشد.

## طراحی و تاریخچه عملیاتی
کورت تانک، مهدس آلمانی، در یک سرمایه‌گذاری خصوصی، جنگنده تک‌سرنشین دو موتوره فوکه-وولف اف‌و ۱۸۷ را سال ۱۹۳۶ طراحی کرد. وزارت هوانوردی رایش به این هواگرد علاقه‌مند شد و ادامه کار بر جزئیات طرح بر عهده دستیار تانک، اوبرینگ بلازِر قرار گرفت. اف‌و ۱۸۷ یک هواگرد تمام فلزی با بدنه بسیار باریک و اتاقک کوچک بود؛ به‌وجهی که برخی نشان‌گرها در طرف داخل پوسته موتورها قرار داشت. طرح اولیه موتور دایملر-بنتس دی‌ب ۶۰۰ را برای هواگرد در نظر داشت؛ با این حال سفارش وزارت هوانوردی، به جهت کمبود آن، به شزط جایگزینی یومو ۲۱۰ بود. پیش‌نمونه اف‌و ۱۸۷ فاو-۱ با این موتور، نخستین پرواز خود را به خلبانی هانس زاندر اواخر بهار سال ۱۹۳۷ انجام داد. موتور یومو ۲۱۰ده‌آ با توان ۶۸۰ اسب بخار بسیار ضعیف‌تر از دی‌ب ۶۰۰ بود؛ با این حال هواگرد با آن به سرعت ۵۲۳ کیلومتر بر ساعت می‌رسید که قابل قیاس با ۵۶۰ کیلومتر بر ساعت محاسبه‌شده برای موتور اولیه بود. اف‌و ۱۸۷ در مجموع مشخصات و عملکرد پروازی خوبی از جمله در شعاع چرخش داشت. در جریان آزمایش‌ها تغییراتی بر هواگرد اعمال شد. پیشران فاوده‌ام جایگزین مورد پیشین یونکرس-همیلتون گشت. دو چرخ در هر پایه ارابه فرود اصلی و یک مسلسل ۷٫۹۲ میلی‌متری ام‌گه ۱۷ در هر طرف اتاقک نصب شد. اف‌و ۱۸۷ فاو-۲ که تابستان سال ۱۹۳۷ به هوا برخاست، ساختار مشابهی داشت جز این که موتور از مدل یومو ۲۱۰گه بود و مساحت سکان کاهش یافت. اف‌و ۱۸۷ فاو-۳ به عنوان هواگرد رهگیر دو سرنشین تکمیل شد که نیازمند باز طراحی بدنه و پوسته و محفظه موتورها بود. بیسیم‌چی به عنوان خدمه دوم، رو به پشت می‌نشست. این هواگرد مسلح به توپ خودکار ۲۰ میلی‌متری ام‌گه اف‌اف در زیر بدنه، بهار سال ۱۹۳۸ پرواز کرد. متعاقباً تابستان و پاییز دو هواگرد مشابه دیگر تولید شد. در هر سه تمامی طول دارای برآافزا بود. با وجود از دست رفتن فاو-۱ در روز ۲۴ مه سال ۱۹۳۸، برنامه توسعه ادامه یافت. در نهایت دو موتور دی‌ب ۶۰۰آ در اختیار شرکت فوکه-وولف قرار گرفت تا بر اف‌و ۱۸۷ فاو-۶ نصب شود. هواگرد با این موتور به حداکثر سرعت ۶۳۶ کیلومتر بر ساعت دست یافت.
سفارش تولید هفت فروند اف‌و ۱۸۷ آ-۰ صادر شد اما در نهایت در در رقابت با مسرشمیت ب‌اف ۱۱۰ به خدمت پذیرفته نشد. به هر صورت سه فروند اف‌و ۱۸۷آ-۰ مسلح به چهار مسلسل ام‌گه ۱۷ و دو توپ خودکار ام‌گه اف‌اف تولید شد. در جریان جنگ جهانی دوم، تابستان سال ۱۹۴۰ مسئول دفاع از آسمان کارخانه فوکه-وولف در برمن شدند. یکی از خلبانان مدعی ساقط کردن چندین هواگرد دشمن شد. این هواگردها به‌شکل غیررسمی زمستان همان سال در اسکادران ۱۳ جنگنده سنگین در جناح ۷۷ شکاری در نروژ خدمت کردند. یکی از آن‌ها سال ۱۹۴۲ در اختیار دانشکده آموزشی ورلوسه در دانمارک بود. سال ۱۹۴۳ پیشنهاد استفاده از اف‌و ۱۸۷ به عنوان جنگنده شبانه مطرح گشت. این هواگرد کاربرد مفیدی در کارآزمایی و تسلیحات و تجهیزات داشت.

## مشخصات فنی
اف‌و ۱۸۷آ-۰:
مشخصات عمومی
- خدمه: ۲ نفر
- طول: ۱۱٫۱ متر
- طول بال: ۱۵٫۳ متر
- مساحت بال: ۳۰٫۴ متر
- ارتفاع: ۳٫۸۵ متر
- وزن خالی: ۳٬۷۰۰ کیلوگرم
- حداکثر وزن هنگام برخاستن: ۵٬۰۰۰ کیلوگرم
- نیرومحرکه: ۲ × موتور وی معکوس پیستونی ۱۲ سیلندر یونکرس یومو ۲۱۰گه‌آ: ۷۰۰ اسب بخار (۵۲۲ کیلووات)

عملکرد
- حداکثر سرعت: ۵۲۹ کیلومتر بر ساعت در ۴٬۰۰۰ متری
- سقف پرواز: ۱۰٬۰۰۰ متر

تسلیحات
- ۲ × توپ خودکار ۲۰ میلی‌متری ام‌گه اف‌اف در دماغه
- ۴ × مسلسل ۷٫۹۲ میلی‌متری ام‌گه ۱۷ در دماغه

## کتابشناسی
- Donald, David (1994). Warplanes Of The Luftwaffe: A Complete Guide to the Combat Aircraft of Hitler's Luftwaffe from 1939 to 1945. Grange books ltd. ISBN 978-1-84013-394-3.
- Jackson, Robert (2002). The Encyclopedia of Military Aircraft. Parragon Pub. ISBN 0-7525-8130-9.